# Black Ghost
Black Ghost is een Belgisch bier van hoge gisting.
Het bier wordt gebrouwen in Brasserie Fantôme te Soy.
Het is een donkerbruin bier met een alcoholpercentage van 8%.